# Алтун-Ха
Алтун-Ха (ісп. Altun Ha) — руїни міста цивілізації мая в окрузі Беліз (Беліз). У перекладі з юкатекської мови означає «Кам'яний ставок».

## Етимологія
За даними Інституту археології Белізу, назва об'єкта означає "Вода з кам'яного каменю" і є наближеною до назви розташованого поблизу села Рокстоун-Понд мовою юкатек-мая. На мові мая Юкатек "халтун" - це кам'яне родовище води або цистерна, а "ха" означає "вода". Виявлено стародавній гліф-емблему для цього місця, але його фонетичне прочитання наразі невідоме.

## Історія
Поселення виникло близько 900 року до н. е. У 250 роках до н. е. почалася розбудова міста, зведені перші значні споруди. Наприкінці докласичного періоду виникло самостійне царство: було виявлено його емблемний ієрогліф, але фонетичне значення поки не дешифроване. Поступово було встановлено торговельні зв'язки з містами мая Північних та Південних низин, а згодом центральної Мексики.
Період розквіту припав на 300-900 роки. Тоді тут мешкало 10 тисяч осіб. З 700 року почалося ослаблення держави. Близько 900 року відбулося потужне повстання простолюдинів, багато палаців було пограбовано, поховання знаті порушені. З цього моменту почався занепад міста й держави. До 1000 року кількість населення значно скоротилося.
У XII столітті відбулося нове піднесення держави і міста. У другій половині XIII століття відбувся занепад міста, воно вже не зуміло відродитися. Остаточно занепало до 1400 року, населення його залишило. Надалі селяни з навколишніх поселень використовували каміння зі споруд Алтун-Ха для своїх потреб.

## Опис
Розташовано в північно-центральній частині прибережної рівнини Белізу, у сухий тропічній зоні, в 55 км на північ від міста Беліз і 10 км від узбережжя Карибського моря. Назва руїни отримали від довколишнього села Рокстоун-Понд — в перекладі на мову юкатек-мая назва села звучало як «Кам'яний ставок» або Алтун-Ха.
Загальна площа становить близько 8 км2. Поділено на 2 групи, Зони C, D, E, G, J, K, M, N. На території на сьогодні не знайдено жодної стели.
У самому центрі розкопок збереглися залишки майже 500 різних будівель у групах А і В. Більша частина споруд датується періодом з 200 по 900 рік. Основу становлять 2 великі площі, по бокам яких виявлено рештки 4 храмів.
Найцікавішим є храм-піраміда «Храм Бога Сонця» або В-4 (інша назва — «Храм Кам'янного вівтаря») заввишки 16 м. Профіль цього храму прикрашає собою популярне в Белізі пиво «Belikin». Піднявшись на його вершину, можна спокійним голосом розмовляти з тими, хто стоїть внизу — акустика тут відмінна.
На території Алтун-Ха можна побачити Храм Зеленої Могили, Східний храм (тут були виявлені предмети з Теотіуакану), великий басейн, а також безліч дрібніших споруд. Тут знайдено голову бога сонця Кініч-Ахава, виконану з п'ятикілограмового шматка нефриту. На сьогодні цю голову вважають одним з головних скарбів Белізу, знаходиться в Національному музеї.
Навколо центральної частини розташовані споруди Зон C, D, E. В зоні С є гребля-дорога (сакбе), інша сакбе поєднує зони E і F. Саме в Зоні С виявлено найстаріші споруди (круглі платформи C13 і C17) 900—800 років до н. е. С13 колись була храмом, важливою культовою спорудою середини докласичного періоду.
У Зоні F виявлено першу значну споруду періоду державності й початку піднесення міста — F8 200 року. Від неї залишилася невеличка частина сходів. На думку дослідників сама споруда мала 3 ступені. Поруч знайдено поховання знатної особи, або родича ахава чи самого ахава — F8-1 — з прикрасами з нефриту, перлів, мушель цінних молюсків, зеленого обсидіану, керамічний посуд. Багато з них відповідають стилю Теотіуакану.
У VIII столітті адміністративний центр було перенесено з площі В до площі А. До 850 року Споруди B5 і A8 були залишені. Після 800 року остаточно залишено будови Зони Е.
На околицях присутні Зони G, J, K, M, N. Вони ще не достатньо розкопані. Вважається, що тут були житла простолюдинів.

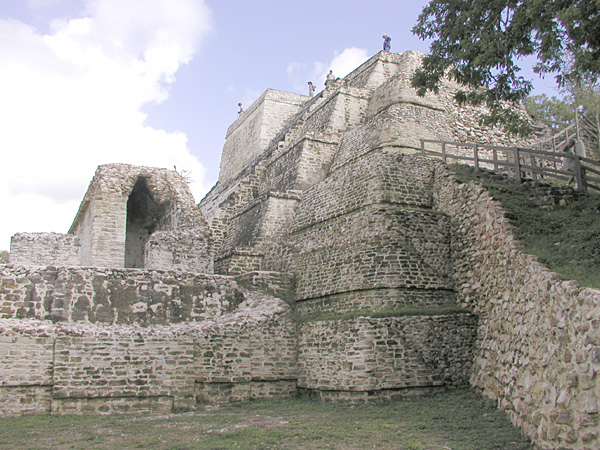
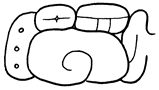
Емблемний ієрогліф
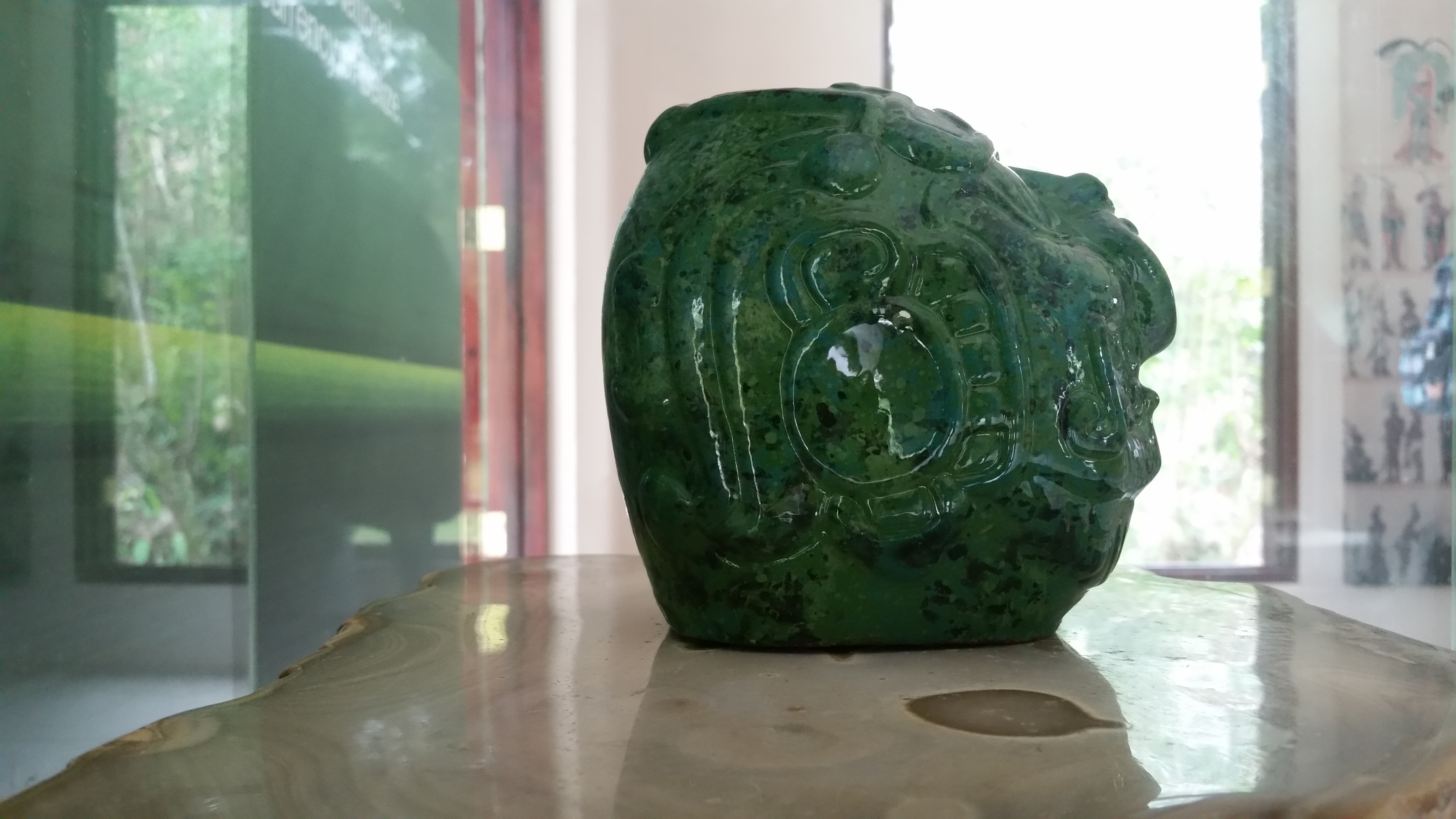
Нефритова голова
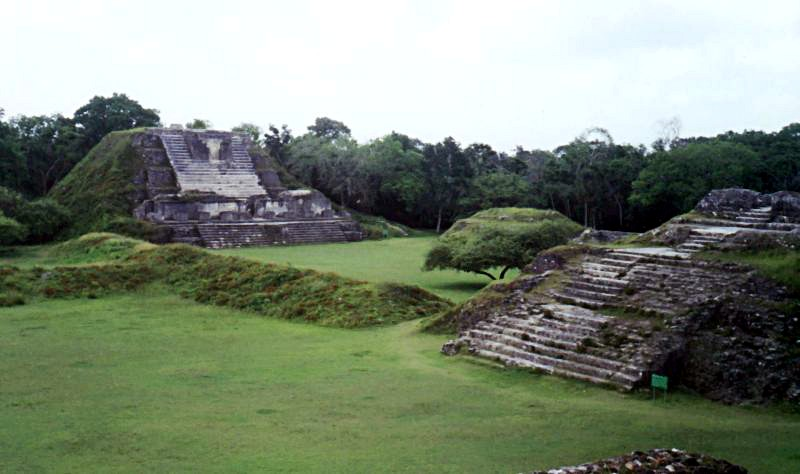
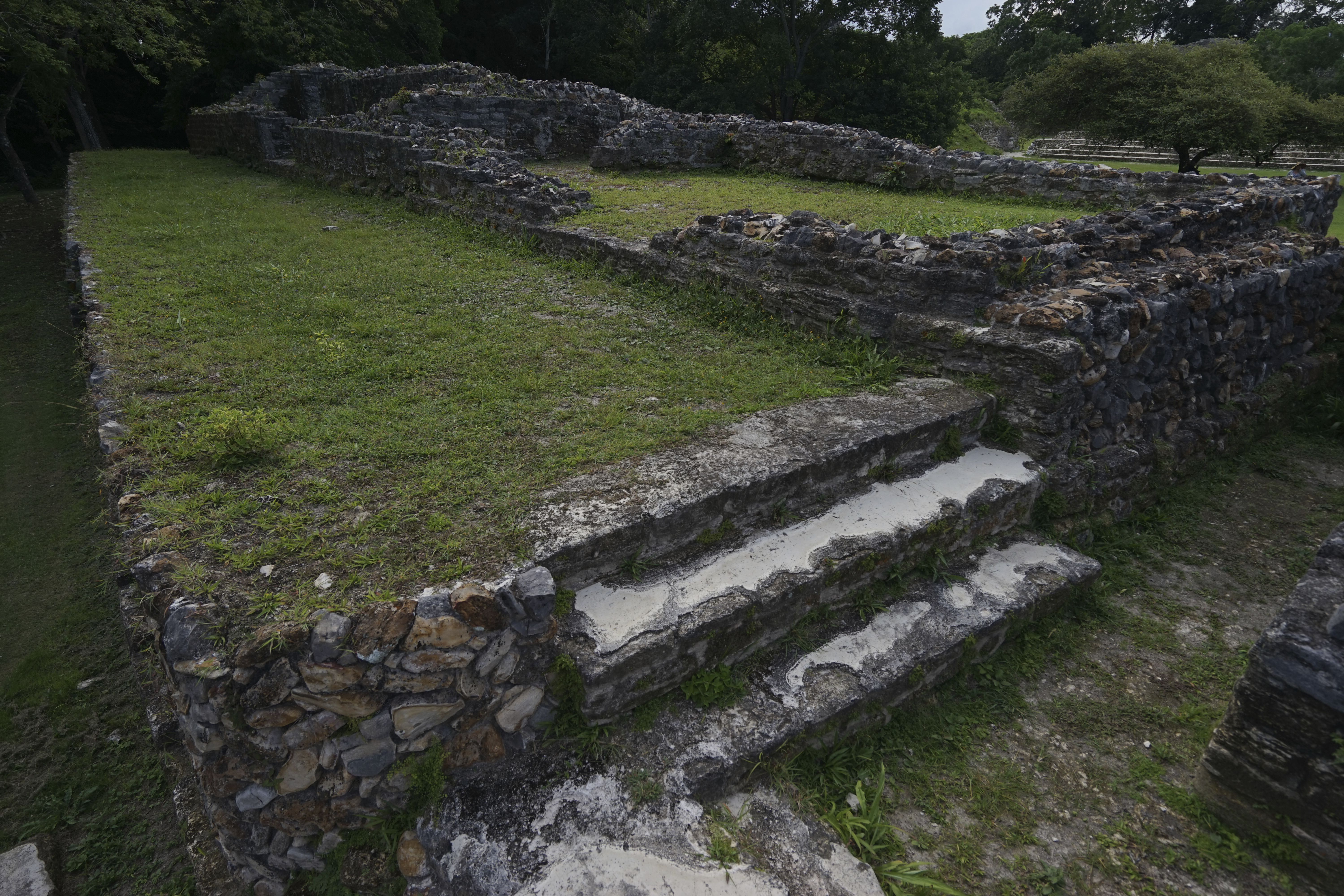
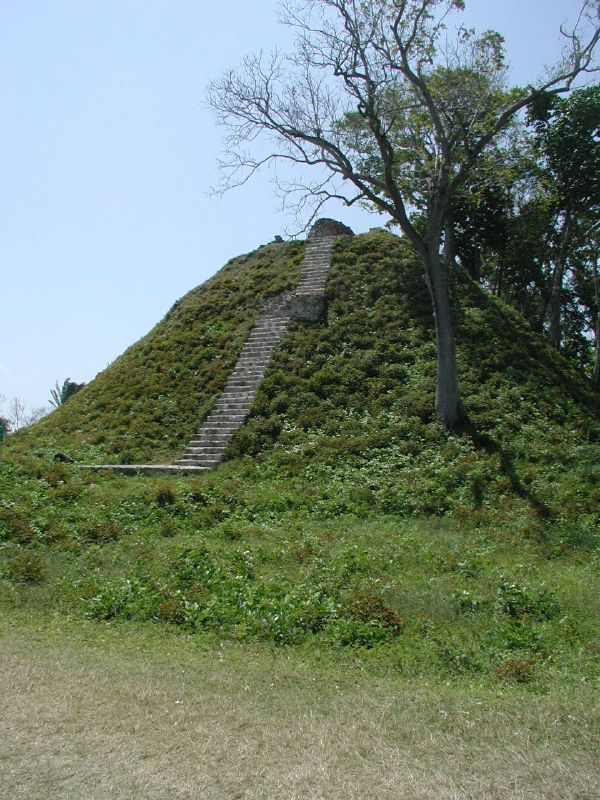
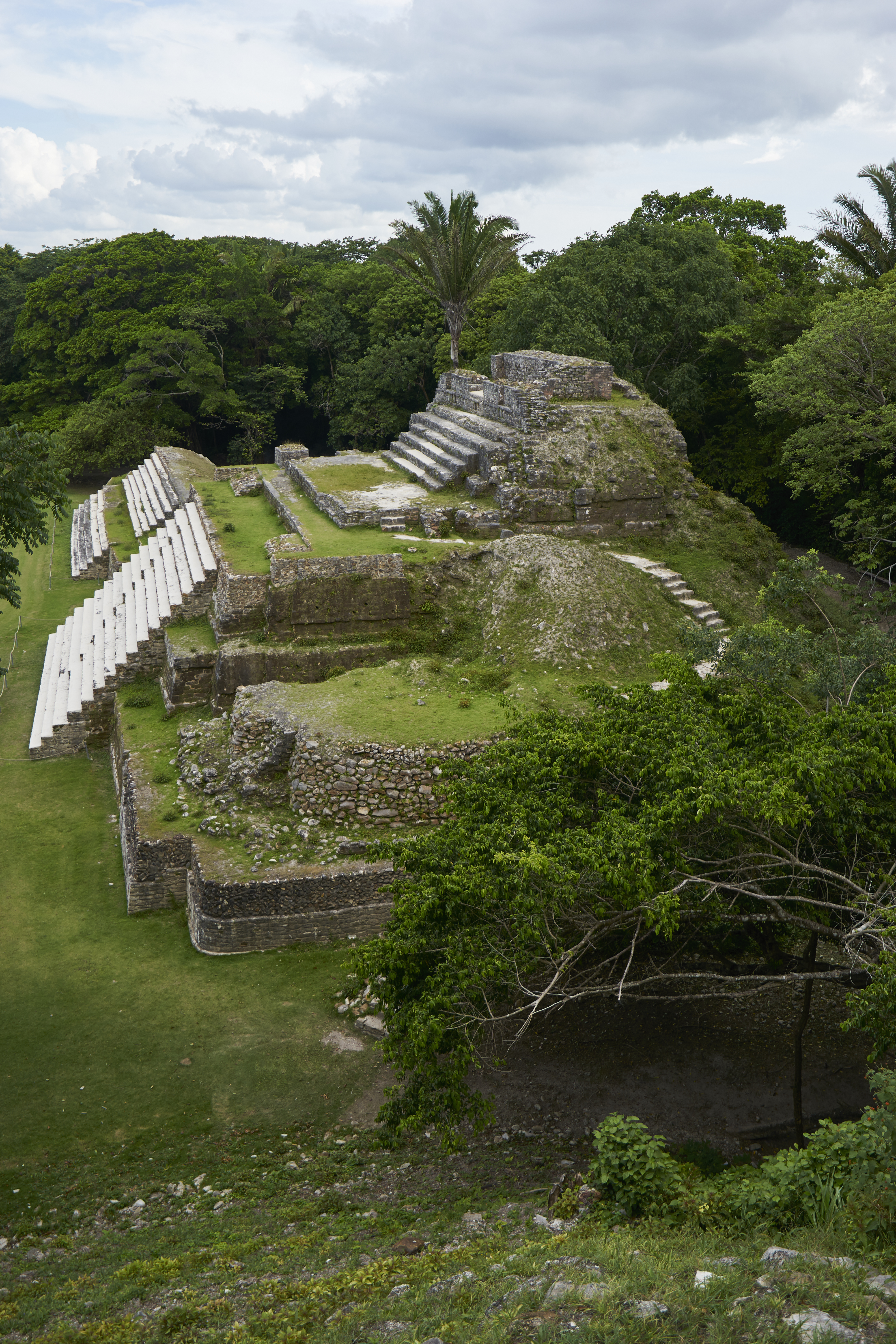

## Історія досліджень
У 1961 році Алтун-Ха відкрито В. Буллардом. У 1963 році дослідження з повітря здійснив Х. Болл. Розкопки почалися в 1965 році й тривали до 1970 року. Під керівництвом доктора Девіда Пендергаста з Королівського Музею Онтаріо тут було знайдено чимало цікавих зразків культури мая.